# Пакпур, Мохаммад
Мохаммад Пакпур (перс. محمد پاکپور‎, англ.  Mohammad Pakpour; род. 1961, Эрак) — иранский военачальник, генерал-майор. Главнокомандующий Корпуса стражей исламской революции (КСИР) с 13 июня 2025 года.
С апреля 2009 года — командующий Сухопутными силами КСИР.

## Операция против группировки «Пежак»
В августе 2009 года Корпус стражей Исламской революции провёл военную операцию в провинциях Западный Азербайджан и Курдистан, которая была направлена, в частности, против курдской группировки «Пежак».
Как сообщил командующий сухопутными силами Корпуса стражей исламской революции (КСИР) бригадный генерал Мохаммад Пакпур, операция прошла успешно, «были уничтожены 26 членов незаконных вооруженных формирований, а потерь среди личного состава КСИР нет».

## Теракт в Пишине
Сразу после теракта, произошедшего 18 октября 2009 года, в котором погиб его заместитель, бригадный генерал Нур-Али Шуштари, командующий сухопутными силами КСИР обвинил Великобританию и США в том, что именно они «тренировали и предоставляли оборудование» террористам. Вдобавок, Мохаммад Пакпур заявил, что хотел бы получить разрешение на антитеррористическую операцию на территории Пакистана.